# Остроленка
Остроле́нка (пол. Ostrołęka) — місто в Польщі, на річці Нарві. Місто на правах повіту. Лежить на мальовничих берегах Нарви, воно має розвинуту рекреаційно-туристичну інфраструктуру. Це також район, де розвивається промисловість, торгівля та сфера сучасних послуг.

## Населення
Демографічна структура станом на 31 березня 2011 року:
|          | Загалом | Допрацездатний вік | Працездатний вік | Постпрацездатний вік |
| -------- | ------- | ------------------ | ---------------- | -------------------- |
| Чоловіки | 25737   | 5156               | 18347            | 2234                 |
| Жінки    | 27835   | 4980               | 17779            | 5076                 |
| Разом    | 53572   | 10136              | 36126            | 7310                 |

## Міста-побратими
Місто має партнерські стосунки з українськими Прилуками. Від 07.10.2024р. має партнерські стосунки з містом РАЕС Вараш.

## Уродженці
- Кох Богдан Анатолійович (1925—1996) — український актор.

### Старости остроленцькі
- Ян Малаховський (канцлер)
- Яцек Малаховський